# Associazione Calcio ChievoVerona 2001-2002
Questa voce raccoglie le informazioni riguardanti l'Associazione Calcio ChievoVerona nelle competizioni ufficiali della stagione 2001-2002.

## Stagione

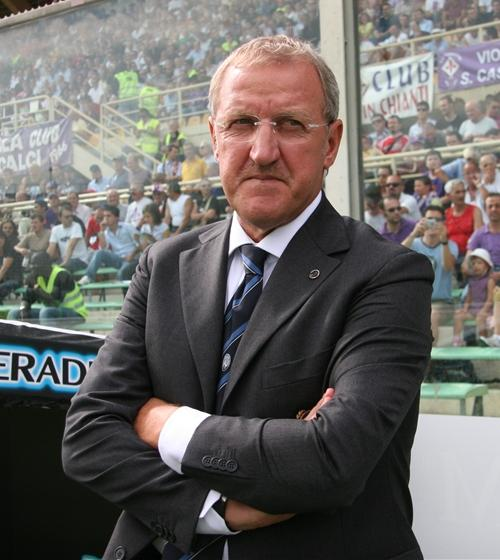
L'allenatore Luigi Delneri

Dopo la storica promozione, il Chievo si apprestò a debuttare in Serie A circondato dall'attenzione mediatica. L'esordio nel massimo campionato fu a Firenze, contro i detentori della Coppa Italia. Sovvertendo i pronostici, la squadra sconfisse per 2-0 i viola. Nella seconda giornata, ottenne un'altra vittoria con lo stesso punteggio ai danni del Bologna. Nel terzo turno si ritrovò così ad affrontare i bianconeri per il primo posto, in un'inattesa sfida di vertice: i gialloblu persero 3-2, dopo essersi trovati in vantaggio per 2-0; questa sconfitta non pregiudicò il rendimento della squadra clivense, che con il suo gioco altamente spettacolare venne etichettata come vera rivelazione della stagione, e a conferma di ciò il 21 ottobre venne conquistata la vetta.
Il primo 0-0 stagionale fu in casa del Venezia, il 3 novembre. La giornata seguente propose la prima stracittadina in massima serie, un evento che accese l'intera città. Così come avvenuto a Torino, il Chievo subì un altro 3-2 in rimonta. Il k.o. non mutò la classifica, ma a inizio dicembre la formazione di Delneri si arrese al Milan, sempre per 3-2 dopo un discusso arbitraggio, perdendo il primato. Lo riprese a metà del mese, espugnando il San Siro nerazzurro per 2-1. Il rinvio della partita con la Lazio e la sconfitta con l'altra romana costarono la possibilità di agguantare il titolo d'inverno, andato proprio ai giallorossi.

L'attaccante Bernardo Corradi con indosso la divisa storica biancazzurra in occasione del debutto in Serie A, 26 agosto 2001.

Dopo la sconfitta con la Roma, il Chievo accusò il colpo e il girone di ritorno allontanò la squadra dalle prime posizioni, per le sconfitte con Bologna e Juventus e i molti pari. Sull'ambiente incise, a livello psicologico, anche la morte di Jason Mayélé in onore del quale fu ritirata la maglia numero 30. In segno di lutto, la partita con il Parma del 3 marzo 2002 (giorno successivo all'incidente fatale del calciatore) venne rinviata: in seguito terminerà 0-0. A fine marzo, imponendosi 2-1 nel derby, il Chievo ritrovò la vittoria dopo quasi 2 mesi, rimettendosi in corsa per un clamoroso approdo in Champions League. Il 21 aprile fermò sul 2-2 un'Inter ormai lanciata verso lo scudetto facendole perdere punti decisivi. All'ultima giornata i veronesi mancarono per un solo punto il quarto posto, appannaggio del Milan, che entrò nei preliminari di UEFA Champions League. Ottennero comunque la quinta posizione, che li qualificò per la Coppa UEFA.

## Divise e sponsor
Per la stagione 2001-2002 non viene riconfermato lo sponsor tecnico Hummel, dopo due stagioni. Come fornitore di materiale tecnico per la stagione 2001-2002 viene scelto Joma, mentre lo sponsor ufficiale è Paluani, già presente dal 1981.
| Casa | Trasferta | Terza divisa |

## Organigramma societario
Area direttiva
- Presidente: Luca Campedelli
- Team Manager e addetto stampa: Marco Pacione
- Ufficio stampa: Mario Gibellini
- Segretario generale: Giancarlo Fiumi
- Segretaria: Elisabetta Lenotti

Area sanitaria
- Responsabile: Giampaolo Cantamessa
- Medico sociale: Francesco De Vita
- Massaggiatori: Alfonso Casano e Alex Maggi

Area tecnica
- Direttore sportivo: Giovanni Sartori
- Allenatore: Luigi Delneri
- Allenatore in seconda: Francesco Conti
- Preparatore dei portieri: Claudio Filippi
- Allenatore Primavera: Riccardo Tumiatti
- Preparatore atletico: Ugo Maranza

## Rosa
| N. |                      | Ruolo | Calciatore           |
| -- | -------------------- | ----- | -------------------- |
| 67 | Italia (bandiera)    | P     | Marco Ambrosio       |
| 1  | Italia (bandiera)    | P     | Gioacchino Cavaliere |
|    | Serbia (bandiera)    | P     | Vojislav Dragović    |
| 10 | Italia (bandiera)    | P     | Cristiano Lupatelli  |
| 4  | Brasile (bandiera)   | D     | Claiton              |
| 6  | Italia (bandiera)    | D     | Maurizio D'Angelo    |
| 94 | Italia (bandiera)    | D     | Lorenzo D'Anna       |
| 18 | Italia (bandiera)    | D     | Paolo Foglio         |
| 13 | Italia (bandiera)    | D     | Enrico Franchi       |
| 29 | Francia (bandiera)   | D     | Patrice Grillon      |
| 23 | Italia (bandiera)    | D     | Salvatore Lanna      |
| 66 | Italia (bandiera)    | D     | Nicola Legrottaglie  |
| 21 | Italia (bandiera)    | D     | Moreno Longo         |
| 17 | Australia (bandiera) | D     | Matthew Engele       |
| 25 | Italia (bandiera)    | D     | Stefano Lorenzi      |
| 27 | Italia (bandiera)    | D     | Fabio Moro           |
|    | Italia (bandiera)    | D     | Luca Mezzano         |
| 14 | Nigeria (bandiera)   | D     | Daniel Ola           |
| 32 | Italia (bandiera)    | D     | Alessandro Rinaldi   |

| N. |                           | Ruolo | Calciatore            |
| -- | ------------------------- | ----- | --------------------- |
| 7  | Italia (bandiera)         | C     | Simone Barone         |
| 8  | Italia (bandiera)         | C     | Jonathan Binotto      |
| 5  | Italia (bandiera)         | C     | Eugenio Corini        |
| 8  | Italia (bandiera)         | C     | Massimiliano Esposito |
| 29 | Italia (bandiera)         | C     | Fabio Firmani         |
| 19 | Italia (bandiera)         | C     | Daniele Franceschini  |
|    | Italia (bandiera)         | C     | Giorgio Gorgone       |
| 15 | Brasile (bandiera)        | C     | Luciano               |
| 16 | Costa d'Avorio (bandiera) | C     | Christian Manfredini  |
| 20 | Italia (bandiera)         | C     | Simone Perrotta       |
| 75 | Italia (bandiera)         | C     | Andrea Zanchetta      |
| 33 | Italia (bandiera)         | A     | Luigi Beghetto        |
| 9  | Italia (bandiera)         | A     | Bernardo Corradi      |
| 24 | Italia (bandiera)         | A     | Federico Cossato      |
| 90 | Italia (bandiera)         | A     | Ciro De Cesare        |
| 8  | Senegal (bandiera)        | A     | Diomansy Kamara       |
| 11 | Italia (bandiera)         | A     | Massimo Marazzina     |
| 30 | RD del Congo (bandiera)   | A     | Jason Mayélé          |
| 90 | Uruguay (bandiera)        | A     | Santiago Silva        |

## Calciomercato

### Sessione estiva
| Acquisti | Acquisti             | Acquisti          | Acquisti      |
| R.       | Nome                 | da                | Modalità      |
| -------- | -------------------- | ----------------- | ------------- |
| P        | Cristiano Lupatelli  | Roma              | prestito      |
| P        | Marco Ambrosio       | Lucchese          | definitivo    |
| P        | Gioacchino Cavaliere | Ascoli            | definitivo    |
| D        | Daniel Ola           | Lazio             | prestito      |
| D        | Luca Mezzano         | Reggina           | fine prestito |
| D        | Paolo Foglio         | Venezia           | comproprietà  |
| D        | Stefano Lorenzi      | Atalanta          | definitivo    |
| D        | Nicola Legrottaglie  | Modena            | fine prestito |
| D        | Cleiton              | Fiorentina        | definitivo    |
| C        | Simone Perrotta      | Bari              | definitivo    |
| C        | Jonatan Binotto      | Inter             | definitivo    |
| A        | Luigi Beghetto       | Cagliari          | definitivo    |
| A        | Massimo Marazzina    | Reggina           | fine prestito |
| A        | Santiago Silva       | Defensor Sporting | definitivo    |
| A        | Diomansy Kamara      | Catanzaro         | prestito      |

| Cessioni | Cessioni           | Cessioni | Cessioni      |
| R.       | Nome               | a        | Modalità      |
| -------- | ------------------ | -------- | ------------- |
| P        | Sergio Marcon      | Ternana  | definitivo    |
| P        | Giorgio Frezzolini | Inter    | fine prestito |
| D        | Ivan Franceschini  | Reggina  | fine prestito |
| D        | Andrea Guerra      | Palermo  | definitivo    |
| C        | Dario Passoni      | Siena    | prestito      |
| C        | Andrea Zanchetta   | Vicenza  | prestito      |
| C        | Giorgio Gorgone    | Cagliari | definitivo    |
| A        | Raffaele Cerbone   | SPAL     | definitivo    |
| A        | Ciro De Cesare     | Siena    | definitivo    |
| A        | Enrico Fantini     | Venezia  | fine prestito |

## Risultati

### Serie A

#### Girone di andata
| Arbitro: | Gabriele (Frosinone) |

|  |           |                           |
|  | Marcatori | 5’ Perrotta 53’ Marazzina |

| Arbitro: | Trentalange (Torino) |

|                         |           |  |
| Corradi 13’ Cossato 85’ | Marcatori |  |

| Arbitro: | Bolognino (Milano) |

|                                            |           |                   |
| Tacchinardi 22’ Tudor 40’ Salas 83’ (rig.) | Marcatori | 9’, 20’ Marazzina |

| Arbitro: | Gabriele (Frosinone) |

|                                                    |           |                |
| Corini 14’ (rig.), 68’ Manfredini 37’ Perrotta 47’ | Marcatori | 8’, 87’ Hübner |

| Arbitro: | Pellegrino (Barcellona Pozzo di Gotto) |

|               |           |                          |
| Caballero 38’ | Marcatori | 20’ Perrotta 23’ Luciano |

| Arbitro: | Tombolini (Ancona) |

|                               |           |                           |
| Baggio I 61’ (rig.) Sussi 83’ | Marcatori | 11’ Marazzina 77’ Cossato |

| Arbitro: | Braschi (Prato) |

|             |           |  |
| Corradi 24’ | Marcatori |  |

| Arbitro: | Collina (Viareggio) |

|                                          |           |  |
| Marazzina 31’ Manfredini 50’ Luciano 82’ | Marcatori |  |

| Venezia 3 novembre 2001 | Venezia          | 0 – 0 | Chievo | Stadio Pierluigi Penzo\| Arbitro: \| Rosetti (Torino) \| |
| Arbitro:                | Rosetti (Torino) |       |        |                                                          |

| Arbitro: | Trentalange (Torino) |

|                                                 |           |                               |
| Oddo 40’ (rig.) Lanna 70’ (aut.) Camoranesi 73’ | Marcatori | 33’ Luciano 37’ (rig.) Corini |

| Arbitro: | Braschi (Prato) |

|                              |           |  |
| Corini 27’ (rig.) D'Anna 77’ | Marcatori |  |

| Arbitro: | Cesari (Genova) |

|                                        |           |                           |
| Inzaghi I 15’ Ševčenko 57’ (rig.), 65’ | Marcatori | 26’ Marazzina 29’ Corradi |

| Arbitro: | Messina (Bergamo) |

|                                 |           |               |
| Marazzina 22’ Corini 77’ (rig.) | Marcatori | 52’ Cimirotič |

| Arbitro: | Rosetti (Torino) |

|             |           |                           |
| Vieri I 25’ | Marcatori | 20’ Corradi 54’ Marazzina |

| Arbitro: | Cesari (Genova) |

|  |           |                                    |
|  | Marcatori | 26’ Emerson 76’ Samuel 90’ Tommasi |

| Arbitro: | Pellegrino (Barcellona Pozzo di Gotto) |

|             |           |                           |
| Berretta 5’ | Marcatori | 60’ Marazzina 77’ Cossato |

| Arbitro: | Collina (Viareggio) |

|                                      |           |          |
| Marazzina 46’ Corini 78’, 88’ (rig.) | Marcatori | 7’ López |

#### Girone di ritorno
| Arbitro: | Treossi (Forlì) |

|                              |           |                            |
| Corini 45’ (rig.) D'Anna 87’ | Marcatori | 12’ Nuno Gomes 90’ Adriano |

| Arbitro: | Collina (Viareggio) |

|                         |           |              |
| Zauli 40’, 90’ Cruz 70’ | Marcatori | 73’ Beghetto |

| Arbitro: | De Santis (Tivoli) |

|               |           |                                                  |
| Marazzina 59’ | Marcatori | 18’ Ferrara 48’ (aut.) Moro 72’ (rig.) Del Piero |

| Arbitro: | Farina (Novi Ligure) |

|                                    |           |                           |
| Hübner 44’ (rig.) Di Francesco 62’ | Marcatori | 32’ Marazzina 83’ Cossato |

| Arbitro: | Braschi (Prato) |

|             |           |                        |
| Cossato 89’ | Marcatori | 17’ Krøldrup 23’ Muzzi |

| Arbitro: | Messina (Bergamo) |

|                |           |                  |
| Inzaghi II 76’ | Marcatori | 85’ Legrottaglie |

| Arbitro: | Pellegrino (Barcellona Pozzo di Gotto) |

|             |           |          |
| Corradi 43’ | Marcatori | 81’ Toni |

| Arbitro: | Pellegrino (Barcellona Pozzo di Gotto) |

|                          |           |                  |
| Ferrante 35’ Maspero 60’ | Marcatori | 21’, 53’ Corradi |

| Parma 13 marzo 2002 | Parma            | 0 – 0 | Chievo | Stadio Ennio Tardini\| Arbitro: \| Bertini (Arezzo) \| |
| Arbitro:            | Bertini (Arezzo) |       |        |                                                        |

| Arbitro: | Cassarà (Palermo) |

|                   |           |                  |
| Corini 63’ (rig.) | Marcatori | 6’ (aut.) Corini |

| Arbitro: | Pellegrino (Barcellona Pozzo di Gotto) |

|                  |           |          |
| Cossato 44’, 74’ | Marcatori | 13’ Mutu |

| Arbitro: | Paparesta (Bari) |

|                          |           |                  |
| Bazzani 35’ Milanese 68’ | Marcatori | 22’, 50’ Corradi |

| Arbitro: | De Santis (Tivoli) |

|          |           |               |
| Moro 22’ | Marcatori | 13’ Inzaghi I |

| Arbitro: | Cesari (Genova) |

|                    |           |                                           |
| Chevantón 26’, 41’ | Marcatori | 17’ Legrottaglie 71’ Perrotta 80’ Luciano |

| Arbitro: | De Santis (Tivoli) |

|                           |           |                        |
| Marazzina 42’ Cossato 90’ | Marcatori | 46’ Dalmat 60’ Ronaldo |

| Arbitro: | Collina (Viareggio) |

|                                                       |           |  |
| Montella 25’, 34’, 50’ (rig.) Emerson 74’ Cassano 81’ | Marcatori |  |

| Arbitro: | Trentalange (Torino) |

|                         |           |             |
| Corradi 59’ Cossato 75’ | Marcatori | 53’ Rossini |

### Coppa Italia

#### Primo turno
| Arbitro: | Collina (Viareggio) |

|            |           |                                |
| Baiano 43’ | Marcatori | 24’ (rig.) Corini 69’ Perrotta |

| Arbitro: | Rizzoli (Bologna) |

|            |           |  |
| Corini 61’ | Marcatori |  |

| Arbitro: | Saccani (Mantova) |

|                       |           |             |
| Borgobello 18’ (rig.) | Marcatori | 24’ Cossato |

## Statistiche

### Statistiche di squadra
| Competizione | Punti | In casa | In casa | In casa | In casa | In casa | In casa | In trasferta | In trasferta | In trasferta | In trasferta | In trasferta | In trasferta | Totale | Totale | Totale | Totale | Totale | Totale | DR |
| Competizione | Punti | G       | V       | N       | P       | Gf      | Gs      | G            | V            | N            | P            | Gf           | Gs           | G      | V      | N      | P      | Gf     | Gs     | DR |
| ------------ | ----- | ------- | ------- | ------- | ------- | ------- | ------- | ------------ | ------------ | ------------ | ------------ | ------------ | ------------ | ------ | ------ | ------ | ------ | ------ | ------ | -- |
| Serie A      | 54    | 17      | 9       | 5       | 3       | 30      | 21      | 17           | 5            | 7            | 5            | 27           | 31           | 34     | 14     | 12     | 8      | 57     | 52     | +5 |
| Coppa Italia |       | 1       | 1       | 0       | 0       | 1       | 0       | 2            | 1            | 1            | 0            | 3            | 2            | 3      | 2      | 1      | 0      | 4      | 2      | +2 |
| Totale       |       | 18      | 10      | 5       | 3       | 31      | 21      | 19           | 6            | 8            | 5            | 30           | 33           | 37     | 16     | 13     | 8      | 61     | 54     | +7 |

### Andamento in campionato
| Giornata  | 1 | 2 | 3 | 4 | 5 | 6 | 7 | 8 | 9 | 10 | 11 | 12 | 13 | 14 | 15 | 16 | 17 | 18 | 19 | 20 | 21 | 22 | 23 | 24 | 25 | 26 | 27 | 28 | 29 | 30 | 31 | 32 | 33 | 34 |
| --------- | - | - | - | - | - | - | - | - | - | -- | -- | -- | -- | -- | -- | -- | -- | -- | -- | -- | -- | -- | -- | -- | -- | -- | -- | -- | -- | -- | -- | -- | -- | -- |
| Luogo     | T | C | T | C | T | T | C | C | T | T  | C  | T  | C  | T  | C  | T  | C  | C  | T  | C  | T  | C  | T  | C  | T  | T  | C  | C  | T  | C  | T  | C  | T  | C  |
| Risultato | V | V | P | V | V | V | N | V | V | N  | P  | V  | P  | V  | V  | P  | V  | N  | P  | P  | N  | P  | N  | N  | N  | N  | N  | V  | N  | N  | V  | N  | P  | V  |
| Posizione | 1 | 1 | 4 | 4 | 2 | 2 | 2 | 1 | 1 | 1  | 1  | 1  | 2  | 2  | 1  | 3  | 3  | 3  | 4  | 4  | 4  | 4  | 4  | 5  | 5  | 5  | 5  | 5  | 6  | 6  | 4  | 4  | 6  | 5  |

Legenda:

Luogo: C = Casa; T = Trasferta. Risultato: V = Vittoria; N = Pareggio; P = Sconfitta.

### Statistiche dei giocatori[35]
| Giocatore       | Serie A  | Serie A | Serie A     | Serie A    | Coppa Italia | Coppa Italia | Coppa Italia | Coppa Italia | Totale   | Totale | Totale      | Totale     |
| Giocatore       | Presenze | Reti    | Ammonizioni | Espulsioni | Presenze     | Reti         | Ammonizioni  | Espulsioni   | Presenze | Reti   | Ammonizioni | Espulsioni |
| --------------- | -------- | ------- | ----------- | ---------- | ------------ | ------------ | ------------ | ------------ | -------- | ------ | ----------- | ---------- |
| M. Ambrosio     | 2        | 0       | ?           | ?          | 1            | -1           | ?            | ?            | 3        | -1     | ?           | ?          |
| S. Barone       | 16       | 0       | ?           | ?          | 2            | 0            | ?            | ?            | 18       | 0      | ?           | ?          |
| L. Beghetto     | 10       | 1       | ?           | ?          | -            | -            | ?            | ?            | 10       | 1      | ?           | ?          |
| J. Binotto      | 5        | 0       | ?           | ?          | -            | -            | ?            | ?            | 5        | 0      | ?           | ?          |
| E. Corini       | 30       | 9       | ?           | ?          | 2            | 2            | ?            | ?            | 32       | 11     | ?           | ?          |
| B. Corradi      | 32       | 10      | ?           | ?          | 3            | 0            | ?            | ?            | 35       | 10     | ?           | ?          |
| F. Cossato      | 32       | 9       | ?           | ?          | 2            | 1            | ?            | ?            | 34       | 10     | ?           | ?          |
| M. D'Angelo     | 28       | 0       | ?           | ?          | 1            | 0            | ?            | ?            | 29       | 0      | ?           | ?          |
| L. D'Anna       | 29       | 2       | ?           | ?          | 3            | 0            | ?            | ?            | 32       | 2      | ?           | ?          |
| C. De Cesare    | 3        | 0       | ?           | ?          | 2            | 0            | ?            | ?            | 5        | 0      | ?           | ?          |
| M. Esposito     | 9        | 0       | ?           | ?          | -            | -            | ?            | ?            | 9        | 0      | ?           | ?          |
| F. Firmani      | 1        | 0       | ?           | ?          | -            | -            | ?            | ?            | 1        | 0      | ?           | ?          |
| P. Foglio       | 2        | 0       | ?           | ?          | 3            | 0            | ?            | ?            | 5        | 0      | ?           | ?          |
| D. Franceschini | 19       | 0       | ?           | ?          | 3            | 0            | ?            | ?            | 22       | 0      | ?           | ?          |
| D. Kamara       | -        | -       | ?           | ?          | 1            | 0            | ?            | ?            | 1        | 0      | ?           | ?          |
| S. Lanna        | 33       | 0       | ?           | ?          | 3            | 0            | ?            | ?            | 36       | 0      | ?           | ?          |
| N. Legrottaglie | 13       | 2       | ?           | ?          | 2            | 0            | ?            | ?            | 15       | 2      | ?           | ?          |
| S. Lorenzi      | 13       | 0       | ?           | ?          | -            | -            | ?            | ?            | 13       | 0      | ?           | ?          |
| Luciano         | 30       | 4       | ?           | ?          | 2            | 0            | ?            | ?            | 32       | 4      | ?           | ?          |
| C. Lupatelli    | 33       | -52     | ?           | ?          | 2            | -1           | ?            | ?            | 35       | -53    | ?           | ?          |
| C. Manfredini   | 28       | 2       | ?           | ?          | 3            | 0            | ?            | ?            | 31       | 2      | ?           | ?          |
| M. Marazzina    | 31       | 13      | ?           | ?          | 1            | 0            | ?            | ?            | 32       | 13     | ?           | ?          |
| J. Mayélé       | 10       | 0       | ?           | ?          | -            | -            | ?            | ?            | 10       | 0      | ?           | ?          |
| F. Moro         | 30       | 1       | ?           | ?          | 2            | 0            | ?            | ?            | 32       | 1      | ?           | ?          |
| S. Perrotta     | 32       | 4       | ?           | ?          | 3            | 1            | ?            | ?            | 35       | 5      | ?           | ?          |
| A. Rinaldi      | 2        | 0       | ?           | ?          | -            | -            | ?            | ?            | 2        | 0      | ?           | ?          |
| A. Zanchetta    | 2        | 0       | ?           | ?          | 1            | 0            | ?            | ?            | 3        | 0      | ?           | ?          |